# Eridania (piroscafo)
L'Eridania è stato un piroscafo misto, in servizio con questo nome per il Lloyd Triestino dal 1941 al 1943. Costruito nel 1915 con il nome di Innsbruck, aveva in precedenza prestato servizio principalmente per le diverse incarnazioni della compagnia triestina, cambiando diverse volte nome.

## Caratteristiche
L'Innsbruck era un piroscafo misto, progettato per offrire sistemazioni di buon livello ai passeggeri e una buona capacità di carico per le merci. In origine, disponeva di cabine per 133 passeggeri in prima classe e 46 in seconda; gli spazi comuni comprendevano, per entrambe le classi, un salone da pranzo, una sala da musica e un bar, oltre a passeggiate coperte e scoperte. Disponeva poi di quattro stive per il carico, con un volume complessivo di 5 938 m³. La propulsione era assicurata da due motrici alternative a triplice espansione con una potenza complessiva di 4 600 cavalli, che spingevano il piroscafo a una velocità di servizio di 13 nodi, piuttosto limitata anche per l'epoca. Alla costruzione l'Innsbruck era dotato di due fumaioli, il più a poppa dei quali era fittizio e montato per questioni estetiche; questo fumaiolo fu rimosso nel 1921, quando l'alimentazione delle caldaie fu cambiata dal carbone alla nafta.
Nel 1934 i posti in prima classe furono ridotti a 66 e quelli di seconda classe aumentati a 328, per meglio adattare il piroscafo al servizio sulla linea per la Palestina alla quale era stato destinato. L'incremento delle sistemazioni per i passeggeri corrispose a una diminuzione della capacità merci, con la portata lorda che scese a 4 870 tonnellate.

## Servizio
Ordinato dalla Società di Navigazione a Vapore del Lloyd Austriaco al cantiere San Rocco di Muggia, secondo di una classe di quattro piroscafi misti, l'Innsbruck fu impostato il 5 agosto 1913 e scese in acqua per la prima volta il 9 maggio 1914. Completato il 6 ottobre 1915, non entrò in servizio essendo ormai in corso la prima guerra mondiale e fu spostato in disarmo presso l'Arsenale del Lloyd a Trieste. Nel maggio 1919 il Lloyd Austriaco assunse la nuova denominazione di Lloyd Triestino e il piroscafo entrò in servizio, prima come trasporto truppe e poi sulla linea Trieste - Venezia - Brindisi - Port Said - Aden - Colombo - Penang - Singapore - Hong Kong - Shanghai - Kōbe - Yokohama. Nell'aprile 1921 il piroscafo fu ribattezzato Aquileia e prese bandiera italiana. Nel 1932 l'Aquileia e il gemello Genova furono ceduti alla Marittima Italiana di Genova, della quale il Lloyd Triestino deteneva la maggioranza delle quote, per essere impiegati sul collegamento sovvenzionato mensile tra Genova e Bombay con scali a Livorno, Napoli, Messina, Catania, Port Said, Suez e Aden.
Nel 1932, in seguito al Decreto Ministeriale del 27 novembre 1931 che riorganizzava i servizi sovvenzionati dallo Stato italiano, la Marittima Italiana confluì nel Lloyd Triestino, che quindi si riappropriò dell'Aquileia e del gemello. Nel 1933 il piroscafo fu noleggiato alla Cosulich Società Triestina di Navigazione, prendendo il nome di Amazzonia e venendo destinato a una linea tra Trieste e il Portogallo. Nel novembre 1934, tornato nuovamente al Lloyd Triestino, il piroscafo fu sottoposto a lavori di ristrutturazione e ribattezzato Palestina, tornando in servizio nel marzo 1935 sulla linea Trieste - Venezia - Brindisi - Larnaca - Giaffa - Tel Aviv - Beirut. Rimase in servizio su questa linea, con l'eccezione del periodo tra febbraio e maggio 1936, quando fu spostato sulla rotta per Alessandria d'Egitto. Nel 1937, in seguito alla riorganizzazione dei servizi sovvenzionati, la linea per la Palestina fu assegnata all'Adriatica di Navigazione, nella cui flotta confluì quindi anche il piroscafo.
Il 18 settembre 1937 il Palestina fu nuovamente spostato sul collegamento per Alessandria, tornando alla linea per la Palestina nel febbraio dell'anno seguente. Nel maggio 1938 il piroscafo fu destinato alla linea Trieste - Venezia - Il Pireo - Istanbul, mentre a gennaio 1939 fu noleggiato al Lloyd Triestino, che lo impiegò prima sul collegamento tra Genova, Gibuti e Assab e in seguito sulla linea tra Trieste e Durban. Rientrato dal noleggio nel marzo 1940, il Palestina rimase perlopiù fermo a Trieste, venendo poi ceduto a settembre al Lloyd Triestino e prendendo il nome di Eridania. Requisito a più riprese, nel dicembre 1941 fu nuovamente requisito dalla Regia Marina e utilizzato come alloggio per la scuola sommergibilisti a Pola. In seguito all'8 settembre, l'Eridania partì da Pola con 1200 uomini a bordo, dirigendo verso Ancona dopo uno scalo a Sebenico. Intercettato da aerei tedeschi, fu costretto a dirigersi a Zara e poi Fiume, dove fu catturato dai tedeschi il 16 settembre. Direttosi a Pola, dove imbarcò altri 500 soldati, giunse poi a Venezia il 19 settembre, dove sbarcò tutti i prigionieri, che furono deportati in Germania. Mandato in seguito a Trieste, ripartì dalla città giuliana e il 7 ottobre fu silurato dal sommergibile polacco Sokol nei pressi di Veruda, affondando.

## Navi gemelle
- Hungaria